# 곽재성
곽재성(1973년 7월 24일 ~)은 롯데자이언츠 입단
1992년 롯데 자이언츠 입단 후 1994년 11월 임의탈퇴선수로 공시되어 군 입대를 하였다. 2월 20일까지 선수등록일이었으며 1999년 쌍방울 레이더스에 테스트 입단해 타자로 전향 후 이 해를 끝으로 은퇴하였다.

## 출신 학교
- 대천중학교
- 부경고등학교

## 등번호
- 66 (1992~1994)
- 55 (1999)

## 같이 보기
- 1993년 롯데 자이언츠 시즌